# Asura subcervina
Asura subcervina là một loài bướm đêm thuộc phân họ Arctiinae, họ Erebidae.